# Zgłobień (gromada)
Zgłobień (do 31 XII 1968 Wola Zgłobieńska) – dawna gromada, czyli najmniejsza jednostka podziału terytorialnego Polskiej Rzeczypospolitej Ludowej w latach 1954–1972.
Gromady, z gromadzkimi radami narodowymi (GRN) jako organami władzy najniższego stopnia na wsi, funkcjonowały od reformy reorganizującej administrację wiejską przeprowadzonej jesienią 1954 do momentu ich zniesienia z dniem 1 stycznia 1973, tym samym wypierając organizację gminną w latach 1954–1972.
Gromadę Zgłobień z siedzibą GRN w Zgłobniu utworzono 1 stycznia 1969 w powiecie rzeszowskim w woj. rzeszowskim w związku z przeniesieniem siedziby gromady Wola Zgłobieńska z Woli Zgłobieńskiej do Zgłobnia i zmianą nazwy jednostki na gromada Zgłobień. Dla gromady ustalono 25 członków gromadzkiej rady narodowej.
Gromada przetrwała do końca 1972 roku, czyli do kolejnej reformy gminnej.